# Diamesa stenonyx
Diamesa stenonyx är en tvåvingeart som beskrevs av Serra-tosio 1983. Diamesa stenonyx ingår i släktet Diamesa och familjen fjädermyggor.
Artens utbredningsområde är Nepal. Inga underarter finns listade i Catalogue of Life.